# 圣庞斯
圣庞斯（法語：Saint-Pons，法語發音：[sɛ̃ pɔ̃s]）是法国上普罗旺斯阿尔卑斯省的一个市镇，属于巴瑟洛内特区。

## 地理
圣庞斯（44°23'32"N, 6°37'40"E）面积32.06 平方千米，位于法国普罗旺斯-阿尔卑斯-蓝色海岸大区上普罗旺斯阿尔卑斯省，该省份为法国东南部内陆省份，北起上阿尔卑斯省，西接沃克吕兹省，西北接德龙省，南至瓦尔省，东临滨海阿尔卑斯省，东北部与意大利接壤。
与圣庞斯接壤的市镇（或旧市镇、城区）包括：巴瑟洛内特、拉孔达米讷-沙特拉尔、福孔德巴瑟洛内特、莱蒂勒、于韦尔内富尔、莱索尔。
圣庞斯的时区为UTC+01:00、UTC+02:00（夏令时）。

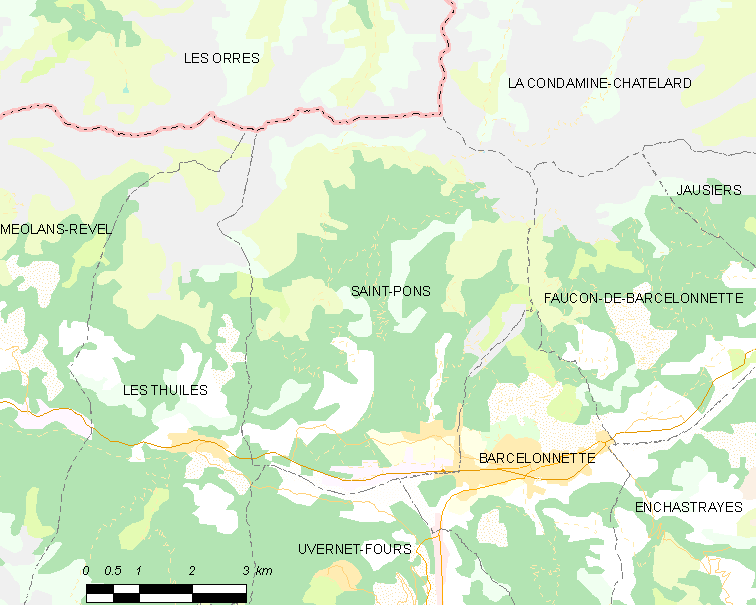
圣庞斯的OSM定位图

## 行政
圣庞斯的邮政编码为04400，INSEE市镇编码为04195。

## 政治
圣庞斯所属的省级选区为巴瑟洛内特县。

## 人口

圣庞斯1962-2008年间人口变化图示

圣庞斯于2022年1月1日时的人口数量为613人。